# Liste der Biografien/Puy
Liste der Biografien |
Portal Biografien |
Personensuche
# |
A |
B |
C |
D |
E |
F |
G |
H |
I |
J |
K |
L |
M |
N |
O |
P |
Q |
R |
S |
T |
U |
V |
W |
X |
Y |
Z |
?
 
Pa |
Pc |
Pe |
Pf |
Ph |
Pi |
Pj |
Pk |
Pl |
Pm |
Pn |
Po |
Pr |
Ps |
Pt |
Pu |
Pv |
Pw |
Py
 
Pua |
Pub |
Puc |
Pud |
Pue |
Puf |
Pug |
Puh |
Pui |
Puj |
Puk |
Pul |
Pum |
Pun |
Puo |
Pup |
Pur |
Pus |
Put |
Puu |
Puv |
Puy |
Puz
Die Liste der Biografien führt alle Personen auf, die in der deutschsprachigen Wikipedia einen Artikel haben. Dieses ist eine Teilliste mit 21 Einträgen von Personen, deren Namen mit den Buchstaben „Puy“ beginnt.

## Puy
- Puy Alvarado, María del, spanische Filmproduzentin
- Puy, Jean (1876–1960), französischer Maler
- Puy, Ludivine (* 1983), französische Motorrad-Rennfahrerin
- Puy, Robin de (* 1986), niederländische Porträtfotografin
- Puy-Montbrun, René du, seigneur de Villefranche et de la Jonchère (1602–1659), französischer Obrist des Dreißigjährigen Kriegs

### Puya
- Puyalt, Jean-Claude (* 1954), französischer Fußballschiedsrichter
- Puyana Michelsen, Rafael (1931–2013), kolumbianischer Cembalist
- Puyat, Gil J. (1907–1981), philippinischer Politiker, Unternehmer und Hochschullehrer

### Puye
- Puyesky, Fanny (1939–2010), uruguayische Schriftstellerin, Journalistin und Feministin
- Puyet, José (1922–2004), spanischer Maler

### Puyg
- Puygrenier, Sébastien (* 1982), französischer Fußballspieler

### Puyi
- Puyi (1906–1967), letzter Kaiser von ChinaPuyi (1906–1967)

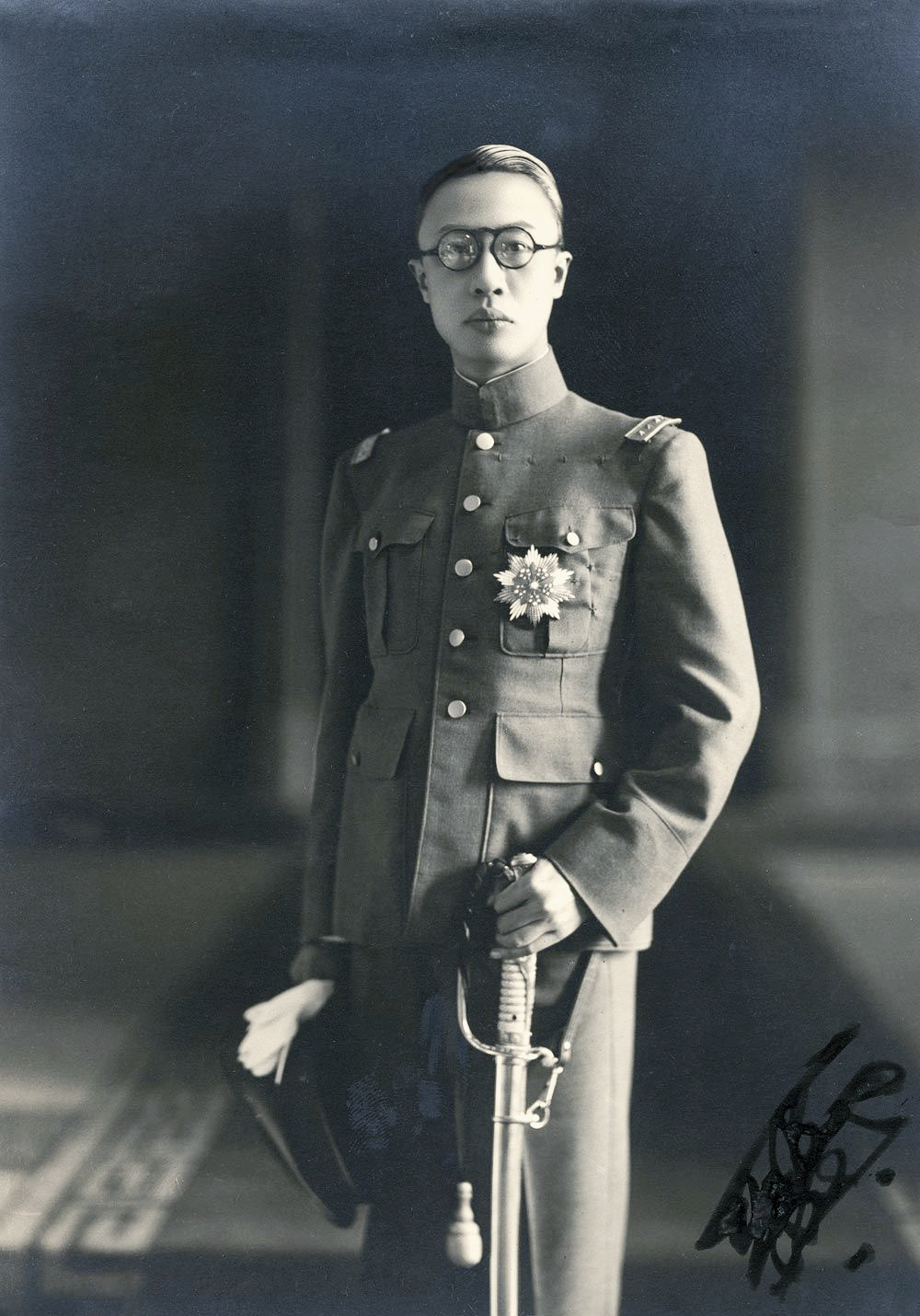
Puyi (1906–1967)

### Puyo
- Puyo, Constant (1857–1933), französischer Fotograf des Pictorialismus
- Puyó, Inés (1906–1996), chilenische Malerin
- Puyol, Carles (* 1978), spanischer Fußballspieler
- Puyol, Mariano (* 1959), chilenischer Fußballspieler

### Puys
- Puységur, Antoine Hyacinthe de Chastenet de (1752–1809), französischer Konteradmiral und Hydrograph
- Puységur, Armand Marie Jacques de Chastenet de (1751–1825), französischer Philosoph, Gründer einer eigenständigen Seitenlinie des Mesmerismus
- Puységur, Jacques François de Chastenet de (1656–1743), französischer Militärtaktiker, Marschall von Frankreich

### Puyu
- Puyuelo, Pablo (* 1993), spanischer Eishockeyspieler

### Puyv
- Puyvelde, Margo van (* 1995), belgische Leichtathletin